# Bosque de Gishwati
El bosque de Gishwati (en francés: Forêt de Gishwati) es bosque que se encuentra en el parque nacional Gishwati–Mukura en la zona noroccidental de Ruanda, situado cerca del lago Kivu. 
Los bosques de la reserva estaban en gran parte intactos hasta 1978, y una capa forestal considerable seguía existiendo en 1986. Durante el genocidio de Ruanda, ola tras ola de refugiados llegaron al bosque de Gishwati y se mantenían a menudo a través de la agricultura de subsistencia. En 2001, sólo un pequeño parche circular de bosque nativo se mantuvo, 1.500 acres (6,1 kilómetros cuadrados) de los 250.000 originales del bosque.
Los esfuerzos de reforestación en los últimos años han aumentado el remanente de bosque nativo a alrededor de 2.500 acres (10 kilómetros cuadrados).